# Золотой глобус (премия, 1962)
19-я церемония вручения наград премии «Золотой глобус»

5 марта 1962 года
Лучший фильм (драма): 

«Пушки острова Навароне»
Лучший фильм (комедия): 

«Величие одного»
Лучший фильм (мюзикл): 

«Вестсайдская история»
< 18-я Церемонии вручения 20-я >
19-я церемония вручения наград премии «Золотой глобус» за заслуги в области кинематографа и телевидения за 1961 год состоялась 5 марта 1962 года в Beverly Hilton Hotel (Лос-Анджелес, Калифорния, США). Номинанты были объявлены 31 января 1962.

## Список лауреатов и номинантов
• Победители выделены отдельным цветом. 

### Игровое кино
| Категории                                       | Лауреаты и номинанты                                                                            | Лауреаты и номинанты                                                                      | Лауреаты и номинанты                                                                      |
| ----------------------------------------------- | ----------------------------------------------------------------------------------------------- | ----------------------------------------------------------------------------------------- | ----------------------------------------------------------------------------------------- |
| Лучший фильм (драма)                            | • Пушки острова Навароне / The Guns of Navarone                                                 | • Пушки острова Навароне / The Guns of Navarone                                           | • Пушки острова Навароне / The Guns of Navarone                                           |
| Лучший фильм (драма)                            | • Эль Сид / El Cid                                                                              |                                                                                           |                                                                                           |
| Лучший фильм (драма)                            | • Фанни / Fanny                                                                                 |                                                                                           |                                                                                           |
| Лучший фильм (драма)                            | • Нюрнбергский процесс / Judgment at Nuremberg                                                  |                                                                                           |                                                                                           |
| Лучший фильм (драма)                            | • Великолепие в траве / Splendor in the Grass                                                   |                                                                                           |                                                                                           |
| Лучший фильм (комедия)                          | • Величие одного / A Majority of One                                                            | • Величие одного / A Majority of One                                                      | • Величие одного / A Majority of One                                                      |
| Лучший фильм (комедия)                          | • Пригоршня чудес / Pocketful of Miracles                                                       |                                                                                           |                                                                                           |
| Лучший фильм (комедия)                          | • Ловушка для родителей / The Parent Trap                                                       |                                                                                           |                                                                                           |
| Лучший фильм (комедия)                          | • Завтрак у Тиффани / Breakfast at Tiffany's                                                    |                                                                                           |                                                                                           |
| Лучший фильм (комедия)                          | • Один, два, три / One, Two, Three                                                              |                                                                                           |                                                                                           |
| Лучший фильм (мюзикл)                           | • Вестсайдская история / West Side Story                                                        | • Вестсайдская история / West Side Story                                                  | • Вестсайдская история / West Side Story                                                  |
| Лучший фильм (мюзикл)                           | • Малыши в стране игрушек / Babes in Toyland                                                    |                                                                                           |                                                                                           |
| Лучший фильм (мюзикл)                           | • Песня барабана цветов / Flower Drum Song                                                      |                                                                                           |                                                                                           |
| Лучший режиссёр                                 |                                                                                                 | • Стэнли Крамер за фильм «Нюрнбергский процесс»                                           | • Стэнли Крамер за фильм «Нюрнбергский процесс»                                           |
| Лучший режиссёр                                 | • Энтони Манн — «Эль Сид»                                                                       |                                                                                           |                                                                                           |
| Лучший режиссёр                                 | • Джей Ли Томпсон — «Пушки острова Навароне»                                                    |                                                                                           |                                                                                           |
| Лучший режиссёр                                 | • Роберт Уайз и Джером Роббинс — «Вестсайдская история»                                         |                                                                                           |                                                                                           |
| Лучший режиссёр                                 | • Уильям Уайлер — «Детский час»                                                                 |                                                                                           |                                                                                           |
| Лучшая мужская роль (драма)                     |                                                                                                 | • Максимилиан Шелл — «Нюрнбергский процесс» (за роль Ганса Рольфа)                        | • Максимилиан Шелл — «Нюрнбергский процесс» (за роль Ганса Рольфа)                        |
| Лучшая мужская роль (драма)                     | • Уоррен Битти — «Великолепие в траве» (за роль Бада Стампера)                                  |                                                                                           |                                                                                           |
| Лучшая мужская роль (драма)                     | • Морис Шевалье — «Фанни» (за роль Панисса)                                                     |                                                                                           |                                                                                           |
| Лучшая мужская роль (драма)                     | • Пол Ньюман — «Мошенник» (за роль Эдди Фелсона)                                                |                                                                                           |                                                                                           |
| Лучшая мужская роль (драма)                     | • Сидни Пуатье — «Изюминка на солнце» (англ.) (за роль Уолтера Ли Янгера)                       |                                                                                           |                                                                                           |
| Лучшая женская роль (драма)                     |                                                                                                 | • Джеральдин Пейдж — «Лето и дым» (англ.) (за роль Алмы Уайнмиллер)                       | • Джеральдин Пейдж — «Лето и дым» (англ.) (за роль Алмы Уайнмиллер)                       |
| Лучшая женская роль (драма)                     | • Лесли Карон — «Фанни» (за роль Фанни)                                                         |                                                                                           |                                                                                           |
| Лучшая женская роль (драма)                     | • Ширли Маклейн — «Детский час» (за роль Марты Доби)                                            |                                                                                           |                                                                                           |
| Лучшая женская роль (драма)                     | • Клодия Макнил — «Изюминка на солнце» (за роль Лины Янгер)                                     |                                                                                           |                                                                                           |
| Лучшая женская роль (драма)                     | • Натали Вуд — «Великолепие в траве» (за роль Уилмы Дин «Дини» Лумис)                           |                                                                                           |                                                                                           |
| Лучшая мужская роль (комедия или мюзикл)        |                                                                                                 | • Гленн Форд — «Пригоршня чудес» (за роль Дэйва «Хлыща»)                                  | • Гленн Форд — «Пригоршня чудес» (за роль Дэйва «Хлыща»)                                  |
| Лучшая мужская роль (комедия или мюзикл)        | • Фред Астер — «В его приятной компании» (англ.) (за роль Биддфорда «Пого» Пула)                |                                                                                           |                                                                                           |
| Лучшая мужская роль (комедия или мюзикл)        | • Ричард Беймер — «Вестсайдская история» (за роль Тони)                                         |                                                                                           |                                                                                           |
| Лучшая мужская роль (комедия или мюзикл)        | • Боб Хоуп — «Холостяк в раю» (англ.) (за роль Адама Дж. Найлза)                                |                                                                                           |                                                                                           |
| Лучшая мужская роль (комедия или мюзикл)        | • Фред Макмюррей — «Отмороженный профессор» (англ.) (за роль профессора Неда Брейнарда)         |                                                                                           |                                                                                           |
| Лучшая женская роль (комедия или мюзикл)        |                                                                                                 | • Розалинд Расселл — «Величие одного» (за роль миссис Берты Джейкоби)                     | • Розалинд Расселл — «Величие одного» (за роль миссис Берты Джейкоби)                     |
| Лучшая женская роль (комедия или мюзикл)        | • Бетт Дейвис — «Пригоршня чудес» (за роль «Яблочной Энни»)                                     |                                                                                           |                                                                                           |
| Лучшая женская роль (комедия или мюзикл)        | • Одри Хепбёрн — «Завтрак у Тиффани» (за роль Холли Голайтли)                                   |                                                                                           |                                                                                           |
| Лучшая женская роль (комедия или мюзикл)        | • Хэйли Миллс — «Ловушка для родителей» (за роль Сьюзан Эверс / Шерон Маккендрик)               |                                                                                           |                                                                                           |
| Лучшая женская роль (комедия или мюзикл)        | • Миёси Умэки — «Песня барабана цветов» (за роль Мэй Ли)                                        |                                                                                           |                                                                                           |
| Лучший актёр второго плана                      |                                                                                                 | • Джордж Чакирис — «Вестсайдская история» (за роль Бернардо)                              | • Джордж Чакирис — «Вестсайдская история» (за роль Бернардо)                              |
| Лучший актёр второго плана                      | • Монтгомери Клифт — «Нюрнбергский процесс» (за роль Рудольфа Петерсена)                        |                                                                                           |                                                                                           |
| Лучший актёр второго плана                      | • Джекки Глисон — «Мошенник» (за роль «Толстяка Миннесоты»)                                     |                                                                                           |                                                                                           |
| Лучший актёр второго плана                      | • Тони Рэндалл — «Вернись, моя любовь» (за роль Питера «Пита» Рэмси)                            |                                                                                           |                                                                                           |
| Лучший актёр второго плана                      | • Джордж К. Скотт — «Мошенник» (за роль Берта Гордона)                                          |                                                                                           |                                                                                           |
| Лучшая актриса второго плана                    |                                                                                                 | • Рита Морено — «Вестсайдская история» (за роль Аниты)                                    | • Рита Морено — «Вестсайдская история» (за роль Аниты)                                    |
| Лучшая актриса второго плана                    | • Фэй Бейнтер — «Детский час» (за роль миссис Амелии Тилфорд)                                   |                                                                                           |                                                                                           |
| Лучшая актриса второго плана                    | • Джуди Гарленд — «Нюрнбергский процесс» (за роль Ирен Хоффман)                                 |                                                                                           |                                                                                           |
| Лучшая актриса второго плана                    | • Лотте Ленья — «Римская весна миссис Стоун» (англ.) (за роль графини Магды Террибили-Гонсалес) |                                                                                           |                                                                                           |
| Лучшая актриса второго плана                    | • Памела Тиффин — «Один, два, три» (за роль Скарлетт Хазельтин)                                 |                                                                                           |                                                                                           |
| Лучший дебют актёра                             | [[Файл:\|95px]]                                                                                 | • Уоррен Битти — «Великолепие в траве»                                                    |                                                                                           |
| Лучший дебют актёра                             | [[Файл:\|95px]]                                                                                 | • Бобби Дарин — «Когда приходит сентябрь»                                                 |                                                                                           |
| Лучший дебют актёра                             | [[Файл:\|95px]]                                                                                 | • Ричард Беймер — «Вестсайдская история» (за роль Тони)                                   |                                                                                           |
| Лучший дебют актёра                             | [[Файл:\|95px]]                                                                                 | • Джордж Чакирис — «Вестсайдская история» (за роль Бернардо)                              |                                                                                           |
| Лучший дебют актёра                             | [[Файл:\|95px]]                                                                                 | • Джордж К. Скотт — «Мошенник»                                                            |                                                                                           |
| Лучший дебют актрисы                            |                                                                                                 | • Энн-Маргрет — «Пригоршня чудес»                                                         |                                                                                           |
| Лучший дебют актрисы                            | • Джейн Фонда — «Большая история»                                                               |                                                                                           |                                                                                           |
| Лучший дебют актрисы                            | • Кристина Кауфманн — «Безжалостный город» (англ.)                                              |                                                                                           |                                                                                           |
| Лучший дебют актрисы                            | • Памела Тиффин — «Лето и дым»                                                                  |                                                                                           |                                                                                           |
| Лучший дебют актрисы                            | • Кордула Трантов — «Гитлер» (англ.) (за роль Гели Раубаль)                                     |                                                                                           |                                                                                           |
| Лучшая музыка к фильму                          |                                                                                                 | • Дмитрий Тёмкин за музыку к фильму «Пушки острова Навароне»                              | • Дмитрий Тёмкин за музыку к фильму «Пушки острова Навароне»                              |
| Лучшая музыка к фильму                          | • Элмер Бернстайн — «Лето и дым»                                                                |                                                                                           |                                                                                           |
| Лучшая музыка к фильму                          | • Харольд Роум — «Фанни»                                                                        |                                                                                           |                                                                                           |
| Лучшая музыка к фильму                          | • Миклош Рожа — «Эль Сид»                                                                       |                                                                                           |                                                                                           |
| Лучшая музыка к фильму                          | • Миклош Рожа — «Царь царей»                                                                    |                                                                                           |                                                                                           |
| Лучшая песня                                    | • Town Without Pity — «Безжалостный город» — музыка: Дмитрий Тёмкин, слова: Нед Вашингтон       | • Town Without Pity — «Безжалостный город» — музыка: Дмитрий Тёмкин, слова: Нед Вашингтон | • Town Without Pity — «Безжалостный город» — музыка: Дмитрий Тёмкин, слова: Нед Вашингтон |
| Лучшая песня                                    | Без номинантов                                                                                  |                                                                                           |                                                                                           |
| Лучший иностранный фильм                        | • Чочара / La ciociara (Италия, реж. Витторио Де Сика)                                          | • Чочара / La ciociara (Италия, реж. Витторио Де Сика)                                    | • Чочара / La ciociara (Италия, реж. Витторио Де Сика)                                    |
| Лучший иностранный фильм                        | • Бравый солдат Швейк / Der brave Soldat Schwejk (ФРГ, реж. Аксель фон Амбессер)                |                                                                                           |                                                                                           |
| Лучший иностранный фильм                        | • Важный человек / Ánimas Trujano (El hombre importante) (Мексика, реж. Исмаэль Родригес)       |                                                                                           |                                                                                           |
| Лучший иностранный фильм                        | • Метка / The Mark (Великобритания, реж. Гай Грин)                                              |                                                                                           |                                                                                           |
| Лучший иностранный фильм                        | • Прекрасная американка / La Belle Américaine (Франция, реж. Робер Дери)                        |                                                                                           |                                                                                           |
| Лучший иностранный фильм                        | • Антигона / Αντιγόνη (Греция, реж. Йоргос Джавеллас)                                           |                                                                                           |                                                                                           |
| Лучший иностранный фильм                        | • Опасные связи / Les Liaisons dangereuses (Франция, реж. Роже Вадим)                           |                                                                                           |                                                                                           |
| Лучший иностранный фильм                        | • Гарри и дворецкий / Harry og kammertjeneren (Дания, реж. Бент Кристенсен)                     |                                                                                           |                                                                                           |
| Лучший иностранный фильм                        | • Рокко и его братья / Rocco e i suoi fratelli (Италия, реж. Лукино Висконти)                   |                                                                                           |                                                                                           |
| Лучший иностранный фильм                        | • Телохранитель / 用心棒 (Yôjinbô) (Япония, реж. Акира Куросава)                                |                                                                                           |                                                                                           |
| Best Film Promoting International Understanding | • Величие одного / A Majority of One (реж. Мервин Лерой)                                        | • Величие одного / A Majority of One (реж. Мервин Лерой)                                  | • Величие одного / A Majority of One (реж. Мервин Лерой)                                  |
| Best Film Promoting International Understanding | • Bridge to the Sun (реж. Этьен Перье)                                                          |                                                                                           |                                                                                           |
| Best Film Promoting International Understanding | • Нюрнбергский процесс (реж. Стэнли Крамер)                                                     |                                                                                           |                                                                                           |

### Телевизионные награды
| Категории            | Лауреаты                        | Лауреаты                        | Лауреаты                        |
| -------------------- | ------------------------------- | ------------------------------- | ------------------------------- |
| Лучшое ТВ-шоу        | • Три моих сына / My Three Sons | • Три моих сына / My Three Sons | • Три моих сына / My Three Sons |
| Лучшое ТВ-шоу        | • What's My Line?               |                                 |                                 |
| Лучший актёр на ТВ   |                                 | • Джон Дэйли                    |                                 |
| Лучший актёр на ТВ   | • Боб Ньюхарт                   |                                 |                                 |
| Лучшая актриса на ТВ |                                 | • Полин Фредерикс               | • Полин Фредерикс               |

### Специальные награды
| Награда                                                     | Лауреаты                                        | Лауреаты                              |
| ----------------------------------------------------------- | ----------------------------------------------- | ------------------------------------- |
| Премия Сесиля Б. Де Милля (Награда за вклад в кинематограф) |                                                 | • Джуди Гарленд                       |
| Премия Генриетты Henrietta Award (World Film Favorites)     |                                                 | • Чарлтон Хестон                      |
| Премия Генриетты Henrietta Award (World Film Favorites)     | • Мэрилин Монро                                 |                                       |
| Special Achievement Award                                   |                                                 | • Сэмюэл Бронстон — «Эль Сид»         |
| Special Journalistic Merit Award                            | Арми Арчерд                                     | • Арми Арчерд (англ.) — Daily Variety |
| Special Journalistic Merit Award                            | • Майк Конноли (англ.) — The Hollywood Reporter |                                       |